# 4837 Bickerton
4837 Bickerton este un asteroid din centura principală, descoperit pe 30 iunie 1989 de Alan Gilmore și Pamela Kilmartin.